# Paranavaí
Paranavaí este un oraș în Paraná (PR), Brazilia.